# Germania (Hamminkeln)
Die Germania war ein Kriegerdenkmal des Bildhauers Leo Müsch in der niederrheinischen Stadt Hamminkeln. Es bestand aus einer Germania-Statue auf einem hohen Rechtecksockel und stand anfänglich auf dem Hamminkelner Marktplatz, ehe es zum evangelischen Friedhof der Stadt umzog. Obwohl das Denkmal seit 1998 nicht mehr existiert, ist es noch immer in der Liste der Baudenkmäler in Hamminkeln verzeichnet. Ein sehr ähnliches Kriegerdenkmal desselben Künstlers steht im Essener Stadtteil Borbeck-Mitte.

## Geschichte
Auf Initiative des 1869 gegründeten Hamminkelner Kriegervereins begann 1875 die Planung zur Errichtung eines Kriegerdenkmals auf dem Hamminkelner Marktplatz. Es sollte an die für Preußen siegreichen Kriege von 1866 und 1870/71 sowie an die in jenen Jahren gefallenen Hamminkelner Bürger erinnern. Eine Zeichnungsaktion brachte Spendenzusagen in Höhe von 6.337,40 Mark, sodass am 24. Februar 1878 der offizielle Auftrag an den Düsseldorfer Bildhauer Leo Müsch erfolgte. Er sollte bis zum 15. Juli des folgenden Jahres eine Germania-Statue anfertigen. Schon am 8. Juli 1878 wurde der Sockel für das zukünftige Denkmal aufgestellt. Nachdem man Müsch eine spätere Lieferung der Statue erlaubt hatte, erfolgte deren feierliche Enthüllung am 24. August 1879 im Rahmen eines zweitägigen Stiftungsfestes.
Weil der Dorfkern Hamminkelns in den 1960er Jahren modernisiert und neugestaltet werden sollte, hatte der damalige Gemeinderat im September 1967 beschlossen, das Kriegerdenkmal abzubauen. An seiner Stelle sollten Parkplätze entstehen. Der Beschluss wurde nur wenige Tage später durch ein Abbruchunternehmen ausgeführt, das die Statue samt Sockel auf der Mülldeponie in Bislich entsorgte. Die Maßnahme zog jedoch den breiten Protest der Bevölkerung nach sich. Die Germania-Fürsprecher konnten schließlich die Revision des Ratsbeschlusses und eine Volksbefragung im Dezember 1967 erwirken. Bei dieser entschied sich die Mehrheit der Abstimmenden für eine Wiederaufstellung des Kriegerdenkmals an einem anderen Ort. Der Protest und der Widerstand der Bevölkerung gegen den Ratsbeschluss fand einen außergewöhnlich großen Widerhall in der Presse. Nicht nur regionale, sondern auch überregionale Medien berichteten über den Fall. Das Erste Deutsche Fernsehen drehte im Januar 1968 sogar einen Film über die Affäre.
Die Germania wurde derweil samt Sockel von der Mülldeponie Bislich geborgen und auf dem Grundstück des damaligen Bürgermeisters gelagert. Im Frühjahr 1968 erfolgte die Restaurierung der stark beschädigten Statue und des Sockels, ehe sie am evangelischen Friedhof der Stadt einen neuen Standort fanden. Bis 1980 hatte aber der Zahn der Zeit derart stark am Denkmal genagt, dass der Kulturausschuss der Gemeinde nicht nur seine Aufnahme in die Denkmalliste empfahl, sondern auch den erneuten Abbau, um die Statue vor weiterem Verfall zu bewahren. Erst später sollte dann darüber entscheiden werden, wo und wie das Kriegerdenkmal wieder aufgestellt werden sollte. Der Gemeinderat folgte der Empfehlung des Kulturausschusses, doch der Erhalt des Denkmals erwies sich als zu kostspielig. Renovierung und Konservierung der Germania hätten Hamminkeln 35.000 DM gekostet, Geld das die Gemeinde nicht aufbringen konnte. Der damalige Vorsitzende des Hamminkelner Verkehrsvereins, Otto Schlebes, lagerte das abgebaute Denkmal jahrelang auf seinem Betriebsgelände, ehe er die „sterbende Schönheit“ – unrettbar verfallen – dort 1998 begrub.

## Beschreibung

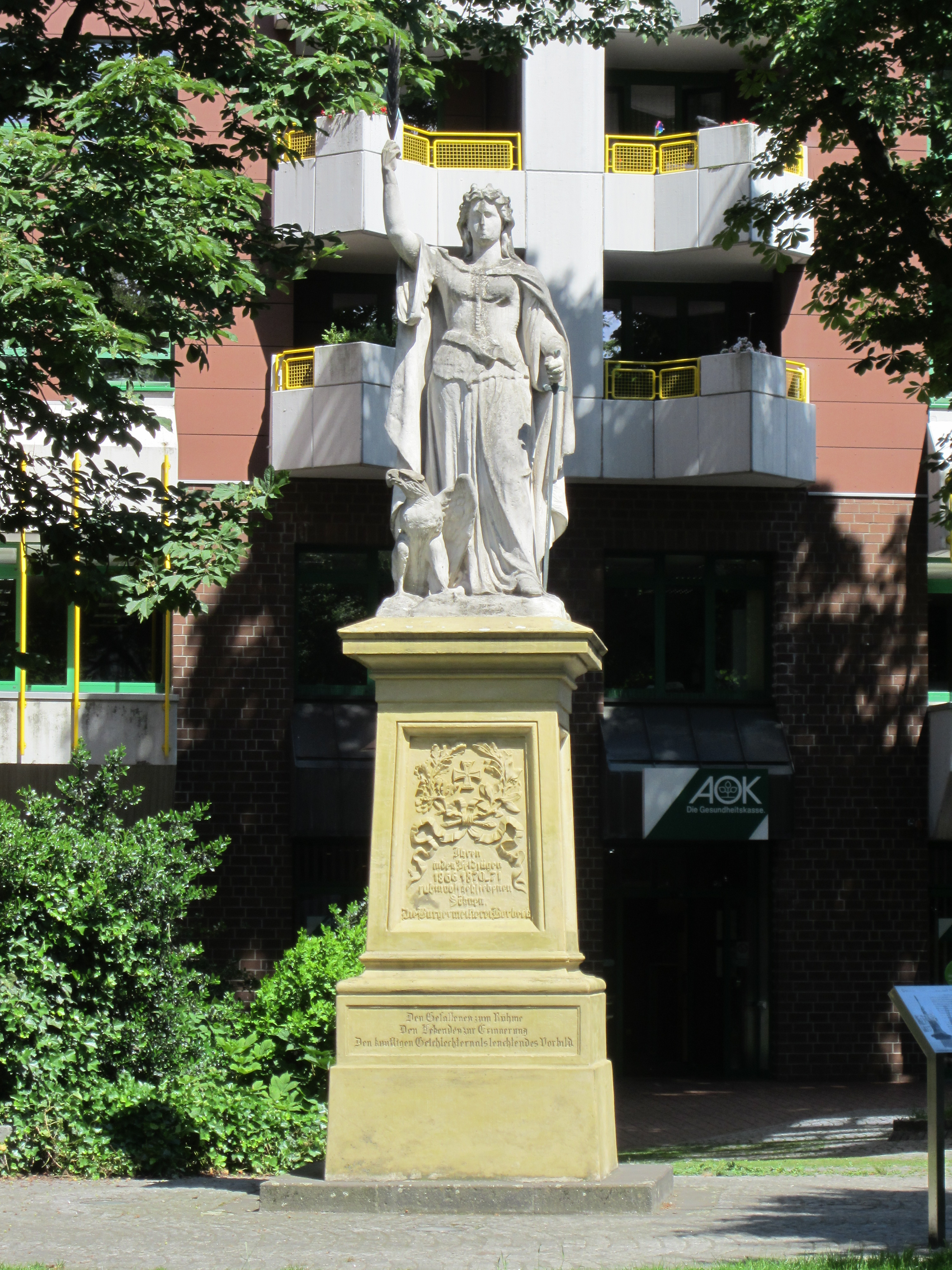
Die Borbecker Germaniastatue hat große Ähnlichkeit mit der Hamminkelner Germania

Müschs Statue aus Sandstein zeigte Germania in Siegerpose. Ihr Haupt war von einem Lorbeerkranz bekrönt. In ihrer rechten, erhobenen Hand hielt sie einen Palmwedel, während ihre linke Hand ein auf den Boden gestütztes Schwert hielt. Zu ihren Füßen hockte der preußische Adler. Die Statue stand auf einem rechteckigen Sockel. Er trug die Inschrift „Ihren in den Feldzügen 1866, 1870–71 ruhmvoll gebliebenen Söhnen – die dankbare Gemeinde“. Eine von Leo Müsch sehr ähnlich ausgeführte Germania-Statue steht seit 1880 in Borbeck-Mitte.
Während das Denkmal auf dem Marktplatz Hamminkelns stand, war es von einem niedrigen, quadratischen Gitterzaun umgeben. Nach seinem Umzug an die Friedhofstraße stand der Sockel auf einer Betonplatte, die von Kies umgeben war.